# 和田嘉兵衛
和田 嘉兵衛（わだ かへい、生没年不詳）は戦国時代の人物。甲賀流忍者。
元亀元年（1570年）4月、徳川家康が織田信長と同盟時、越前の朝倉義景を攻めたが、近江の浅井氏が裏切り、織田勢を狭撃した。信長は撤退、家康も木下秀吉ともに朝倉勢の追撃を防ぎながら退く。この時伊賀衆とともに甲賀衆の和田嘉兵衛が道案内をし、危機を脱し得したという。家康は、三河を平定する永禄5年（1562年）頃より、伊賀、甲賀の忍びを多く使ってきていた。
| スタブアイコン | サブスタブ | この項目は、まだ閲覧者の調べものの参照としては役立たない、人物に関連した書きかけの項目です。この項目を加筆・訂正などしてくださる協力者を求めています（P:人物伝/PJ:人物伝）。 |